# Andreas Takvam
Andreas Takvam (* 4. Juni 1993 in Bergen) ist ein norwegischer Volleyball- und Beachvolleyballspieler.

## Karriere

### Hallen-Volleyball
Andreas Takvam wuchs in Foldnes auf Litlesotra auf und begann seine Karriere in der Halle bei Sotra VBK. 2010 wechselte er zu Nyborg VBK. Mit dem Verein wurde der Mittelblocker 2014 norwegischer Meister. Durch seine Auftritte in der norwegischen Nationalmannschaft wurde Effector Kielce auf Takvam aufmerksam, sodass er nach Polen wechselte. Mit der Nationalmannschaft verpasste er 2016 in seiner Heimatstadt Sotra die Qualifikation für die EM 2017. Anschließend wurde er vom deutschen Bundesligisten VfB Friedrichshafen verpflichtet. Mit dem Verein gewann er in der Saison 2016/17 den DVV-Pokal und wurde deutscher Vizemeister. In den nächsten beiden Spielzeiten 2017/18 und 2018/19 gab es weitere Pokalsiege und Takvam wurde mit Friedrichshafen erneut Vizemeister. 2019 wechselte er zu MKS Ślepsk Malow Suwałki.

### Beachvolleyball
Seinen ersten internationalen Auftritt im Beachvolleyball hatte Takvam mit Runar Sannarnes bei der U19-Weltmeisterschaft 2010 in Porto. Eine Woche später spielten Takvam/Sannarnes die U18-Europameisterschaft ebenfalls in Porto. Bei der U19-WM 2011 in Umag unterlagen sie erst im Endspiel den Polen Kaczmarek/Kosiak. Die U20-EM in Tel Aviv beendeten sie auf dem 13. Platz. 2012 spielten sie ihre ersten Satellite-Turniere. Bei der U20-EM in Hartberg und der U21-WM in Halifax wurden sie jeweils Neunte. Im folgenden Jahr steigerten sie sich bei der U21-WM in Umag auf den fünften Rang. Außerdem erreichten sie einige Podestplätze auf der nationalen Tour. Bei der U22-EM in Warna belegten sie den 17. Rang. Nach dem fünften Platz bei der U23-WM 2013 in Mysłowice traten sie in Stavanger zu ihrem ersten Grand Slam der FIVB World Tour an. Außerdem nahmen sie am CEV-Masters in Novi Sad teil. Mit seinem neuen Partner Jonas Kvalen gewann Takvam 2015 zwei nationale Turniere und trat zum Major in Gstaad an.